# 吳九經
吳九經（1501年—？），字子誠，浙江金華府永康縣人，民籍，明朝政治人物。出身屏山吳氏。

## 生平
嘉靖十三年（1534年）甲午科順天府鄉試第五十三名舉人。嘉靖十四年（1535年）中式乙未科會試第一百三十四名，登第二甲第九十一名進士。授工部都水司主事，降官邳州同知、濟南府通判。二十二年任信陽州知州。

## 家族
曾祖吳璫；祖父吳盛；父吳海，母李氏。永感下。弟九疇、九峰、九霄。